# Parco nazionale di Pilanesberg
Il Parco nazionale di Pilanesberg (Pilanesberg National Park) è un'area naturale protetta del Sudafrica ubicata a nord di Rustenburg, nella Provincia del Nordovest. Il parco confina con il complesso di intrattenimento Sun City. Il parco è attualmente amministrato dal North West Parks and Tourism Board.
L'area è circondata da tre creste concentriche o anelli di colline, la cui struttura si erge dalle pianure circostanti. Pilanesberg prende il nome da un capo Tswana, Pilane, il 'Complesso di anelli alcalini di Pilanesberg' è la caratteristica geologica primaria del parco. Questa vasta caratteristica geologica circolare è antica anche per gli standard geologici in quanto è il cratere di un vulcano estinto da tempo e il risultato di eruzioni di circa 1.200 milioni di anni fa. È uno dei più grandi complessi vulcanici del suo genere al mondo, i rari tipi di roccia e le formazioni ne fanno una caratteristica geologica unica. Nel parco si trovano un certo numero di minerali rari.
Sparsi in tutto il parco ci sono vari siti che hanno origine dall'età del ferro e dell'età della pietra e mostrano la presenza dell'uomo di quei periodi in queste aree.

## Storia

### Primi abitanti dell'area Pilanesberg
Gli esseri umani sono stati nella zona di Pilanesberg sin da metà dell'età della pietra. Molti reperti di questo periodo possono essere trovati in tutto il parco. I cacciatori e raccoglitori vagavano per la zona molto prima che il popolo degli Setswana vi si stabilissero come contadini con bestiame e grano.

### Età del ferro
Durante l'ultimo periodo dell'età del ferro, gli antenati dei popoli Batswana e Basotho occuparono l'area. Erano contadini e pastori che lavoravano anche il rame e il ferro.

### Periodo Tswana
La maggiore città degli Tswana fu fondata nel tardo XVIII secolo. La maggior parte di queste città fu distrutta durante le guerre del Difaqane che imperversarono nella regione di Pilanesberg/Magaliesberg verso la fine del 1820, quando Mzilikazi occupò la regione. La città fu distrutta e gli Ndebele governarono l'area durante il periodo.

### Prima degli anni 1970

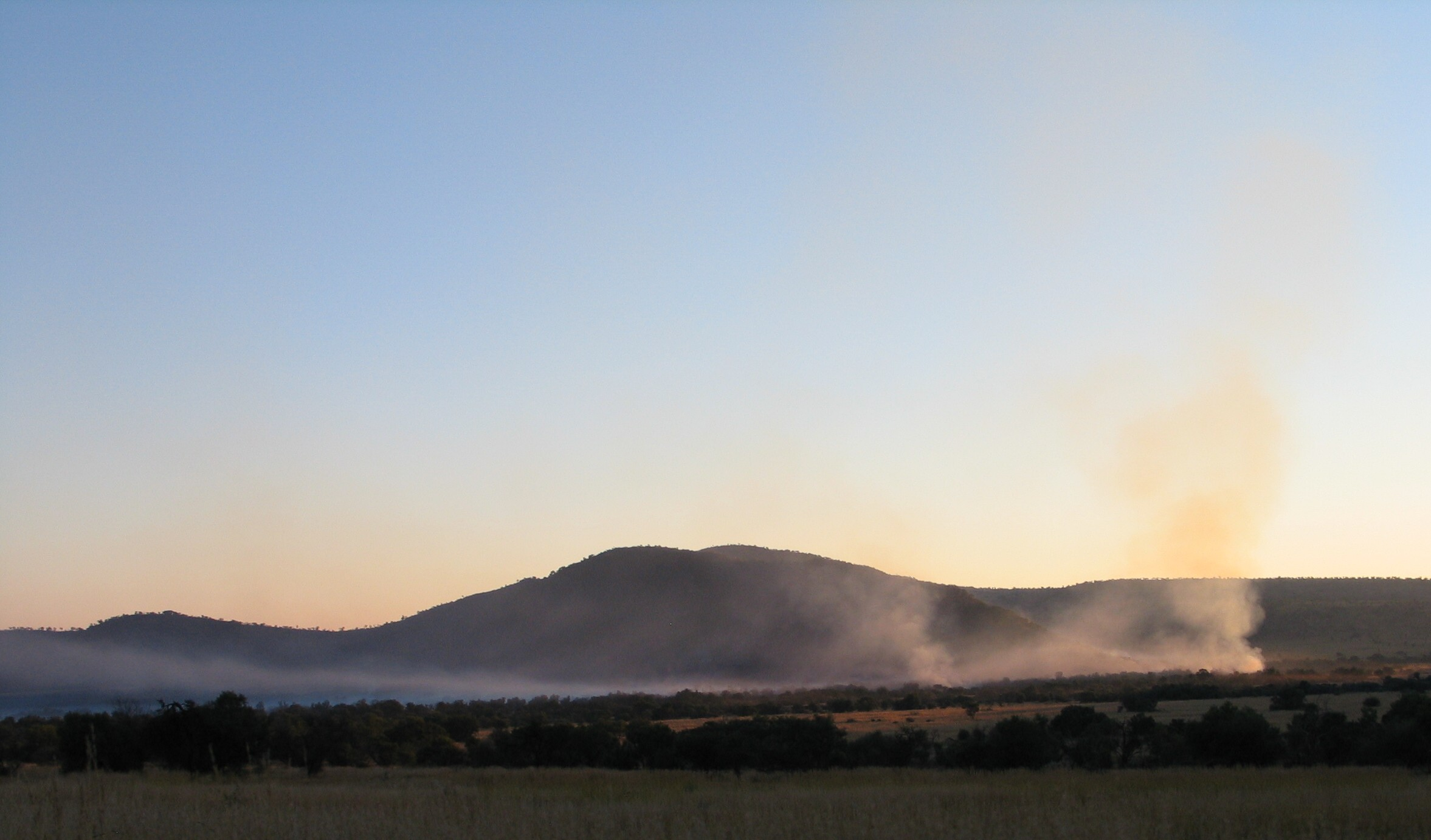
Un incendio boschivo controllato al crepuscolo

Alla fine del diciannovesimo secolo, Pilanesberg servì da rifugio ai ribelli guerrieri zulù di Mzilikazi che passarono attraverso l'area mentre fuggivano dall'ira del re Zulu, Shaka. Una centro di soccorso fu istituito più o meno nella parte nord-occidentale del parco, nella fattoria Driefontein, che era incuneata tra una vasta porzione di terra tradizionalmente di proprietà della tribù Bakgatla-ba-Kgafela (comunemente nota come Bakgatla). Questa terra costituisce gran parte della regione settentrionale dell'odierna riserva di Pilanesberg.
Quella che ora è la parte meridionale della riserva di Pilanesberg era originariamente un insieme di fattorie che furono vendute e registrate a nome di un certo numero di agricoltori boeri dal governo del Transvaal nel 1860. Questi agricoltori ebbero il merito di aver costruito la diga di Houwater, ora conosciuta come diga Mankwe, che è la più grande riserva d'acqua permanente del Pilanesberg. Durante gli anni '60, queste fattorie furono nuovamente acquistate dal governo sudafricano, che, in base alle politiche dell'apartheid, ristabilì la tribù dei Bakubung dalla vicina Ventersdorp nelle fattorie Wydhoek, Koedoesfontein e Ledig. Queste fattorie, situate nella parte meridionale della riserva di Pilanesberg adiacente a Sun City, furono successivamente consegnate a Bophuthatswana, un grande bantustan nordoccidentale, per l'amministrazione e il controllo. Di conseguenza, l'unica proprietà privata rimanente all'interno della riserva di Pilanesberg ammonta a 3 piccole sezioni (probabili cimiteri, circa 3 ettari ciascuna per dimensioni) e una fattoria (circa 608 ettari) registrata a nome di Catherina Clark, una figlia di Jan Smuts.

### Anni 1970
Dopo l'indipendenza di Bophuthatswana dal Sud Africa nel 1977, l'allora presidente Lucas Mangope decise di reintrodurre la fauna selvatica e convertire il Pilanesberg in una "riserva di caccia". Fu istituito un comitato di pianificazione per sviluppare la riserva di caccia, che comprendeva l'intera catena montuosa del Pilanesberg. Tuttavia, per facilitare questa nuova designazione, le persone che risiedevano nella zona dovevano essere risistemate. In seguito tutti gli edifici della zona, compresa la chiesa missionaria di Driefontein, escludendo la costruzione del tribunale, furono demoliti. L'edificio del tribunale, una deliziosa struttura in stile coloniale olandese, bruciò in un incendio accidentale nel 1980. Fu successivamente ricostruita in parte. Fu anche costruito un nuovo edificio, il Centro Pilanesberg, vicino a dove era situato il tribunale. Inoltre tutta la flora non indigena, fu estirpata completamente dalla regione nel tentativo di assicurare che solo un'autentica vita vegetale nativa esistesse nel parco.
In seguito ai negoziati con il governo Bophuthatswana, la tribù Bakgatla, sotto il comando di Tsidimane Pilane, accettò l'inclusione della regione montuosa della loro proprietà all'interno della riserva di Pilanesberg. Le 60 famiglie della tribù Bakgatla che vivevano e lavoravano vicino alla stazione missionaria di Driefontein, furono risistemate in base ad un accordo con l'autorità tribale. Furono trasferiti in una città di nuova progettazione nella fattoria Sandfontein, ad est della Riserva di caccia di Pilanesberg.
L'amministrazione Bophuthatswana ha anche negoziato con la tribù dei Bakubung per acquistare la loro terra nella regione meridionale del parco. Alla tribù vennero offerti terreni nelle fattorie adiacenti Zandrivierspoort, Palmietfontein e Mahobieskraal, in cambio di porzioni delle fattorie Ledig, Koedoesfontein e Wydhoek, sulla base di ettaro per ettaro. Poiché il valore agricolo della nuova terra offerta superava quello del vecchio, i Bakubung alla fine accettarono l'offerta. Circa nello stesso periodo, Sun International ha ottenuto in locazione per novantanove anni la fattoria adiacente Doornhoek e costruì il complesso di Sun City, che confina con la riserva di Pilanesberg, lungo il confine comune con l'azienda agricola Ledig.
Fu a questo punto che iniziò il lavoro sull'"Operazione Genesis", che prevedeva la reintroduzione di specie animali da tempo scomparse, dopo il completamento di circa 100 km di recinzione attorno al perimetro della riserva. Questa reintroduzione era ancora in corso quando il Pilanesberg Game Park fu aperto nei primi anni '80 dal Presidente Mangope con il Capo Pilane presente.

### Anni 1980

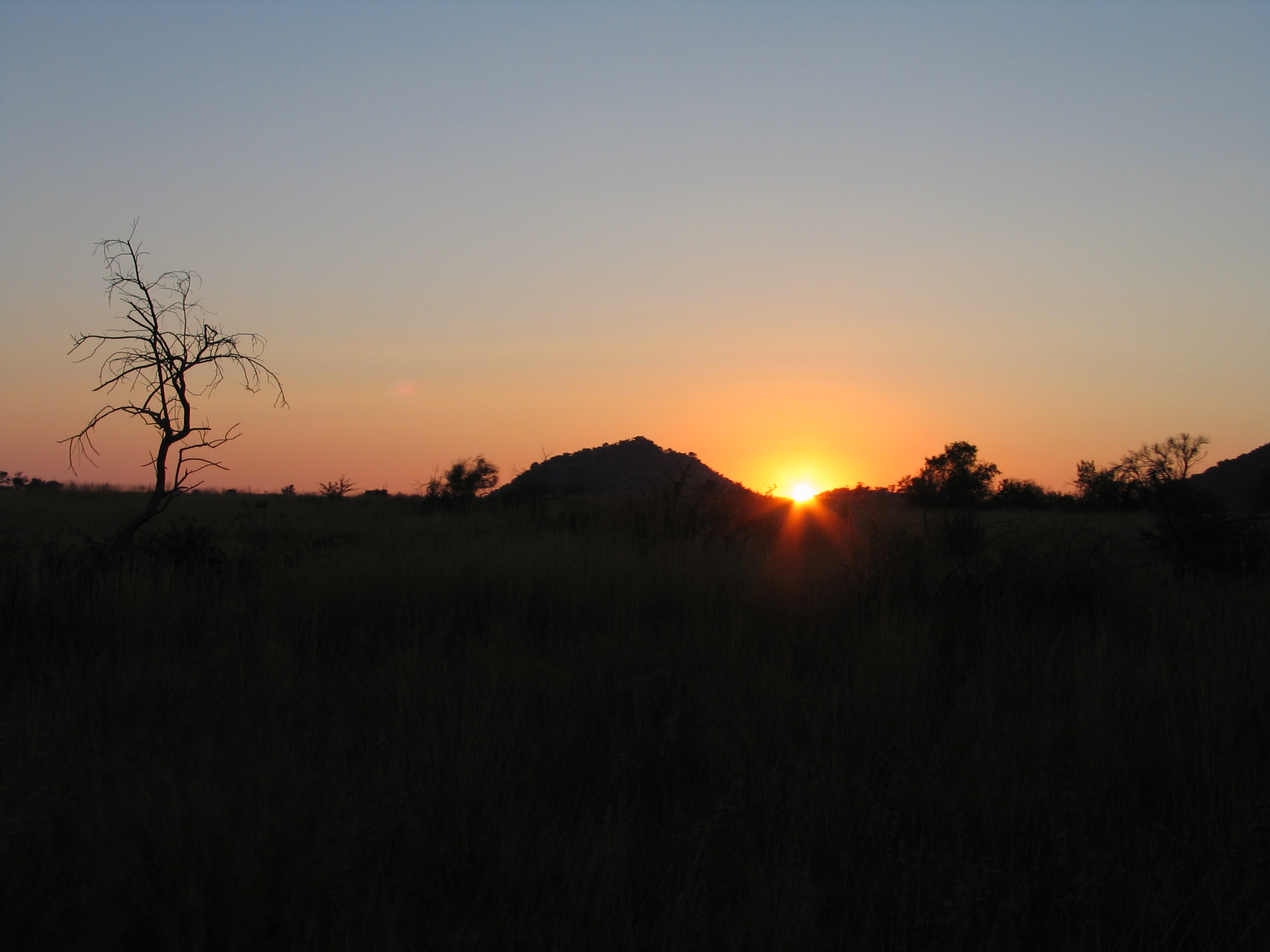
Il sole che tramonta sul Pilanesberg

6.000 animali furono reinsediati nel parco nel corso dei primi anni '80 con l'operazione Genesis, che è stata descritta in un episodio in due parti su Wild Kingdom nel 1981. È stato il più grande programma di reinsediamento di selvaggina nella storia del paese. I 6.000 animali furono rilasciati nella zona di quarantena di 10 km² in gruppi e dopo alcune settimane le recinzioni furono abbattute. Dato che lo scopo del parco era quello di alimentare altri parchi, nessun leone o ghepardo era stato introdotto. Tuttavia il leopardo era naturalmente presente come la iena bruna e il reedbuck di montagna. Attualmente questo è il parco che ha la più alta concentrazione di iene del mondo. Fu anche portata una famiglia di elefanti. Non essendo stati introdotti maschi maturi perché troppo grandi, i giovani maschi causarono un po' di devastazione e uccisero 17 rinoceronti bianchi. La ragione di ciò era che non c'erano le cure dei genitori e i giovani maschi arrivarono all'adolescenza troppo giovani. Tuttavia, a questo punto le tecniche di trasporto erano migliorate e quindi furono portati 6 maschi adulti dal Kruger. Ciò eliminava il problema dell'adolescenza. Così i giovani colpevoli furono tutti abbattuti.
La creazione della Riserva di caccia di Pilanesberg è considerata uno dei programmi più ambiziosi del suo genere. 
L'"Operazione Genesis" è ancora considerata la più grande traslocazione di selvaggina effettuata al mondo e, di conseguenza, il parco ha ora più di 10.000 animali.

### Anni 1990
Nel 1990, quando Nelson Mandela fu rilasciato, il turismo in Sud Africa esplose. Campeggi e bungalow furono costruiti sul perimetro del parco e divenne una meta turistica. In risposta a ciò, nel 1993, l'attenzione fu spostata dalla selvaggina ai predatori. I leoni del Parco nazionale d'Etosha in Namibia furono trasferiti in questo parco, nonostante le gravi preoccupazioni delle comunità circostanti. Da allora, il numero dei leoni è aumentato nel parco. Un simile tentativo con i ghepardi della Namibia non ha avuto tale successo.
Dopo il tentativo di rioccupazione forzata del Bophuthatswana da parte di varie fazioni nel 1994, il presidente Mangope fu deposto e il Bophuthatswana fu reincorporato nella Repubblica del Sud Africa, ponendo l'intera riserva di caccia di Pilanesberg ufficialmente entro i confini del Sudafrica.

### Anni 2000
La dimensione del parco è stata aumentata da 552 a 572 km² nel maggio 2004 come parte di un piano decennale attuabile per stabilire un corridoio tra Pilanesberg e la Madikwe Game Reserve. I 20 km² che furono aggiunti a nord-ovest sono stati il primo pezzo della parte di Pilanesberg. Dalla parte di Madikwe ci sono già state diverse aggiunte verso il sud-est. Ci sono anche molti proprietari privati che abbattono le recinzioni dal centro spostandole verso Pilanesberg e Madikwe. La proprietà, che era in vendita per R30.000/km² due anni fa, ora si vende per R500.000/km². Si stanno facendo progetti per aggiungere un grande pezzo di terra al parco nei prossimi due anni. Un recente sondaggio condotto dal Consiglio per il turismo in Sudafrica ha rilevato che il Pilanesberg è salito al primo posto nella classifica delle riserve di caccia pubbliche più popolari in Sud Africa. Questo viene dopo molti anni di trascinamento del Parco nazionale Kruger. Si pensa che la vicinanza stretta di Johannesburg a Pilanesberg e il fatto che sia privo di malaria lo abbia portato alla sua nuova popolarità.

## Territorio

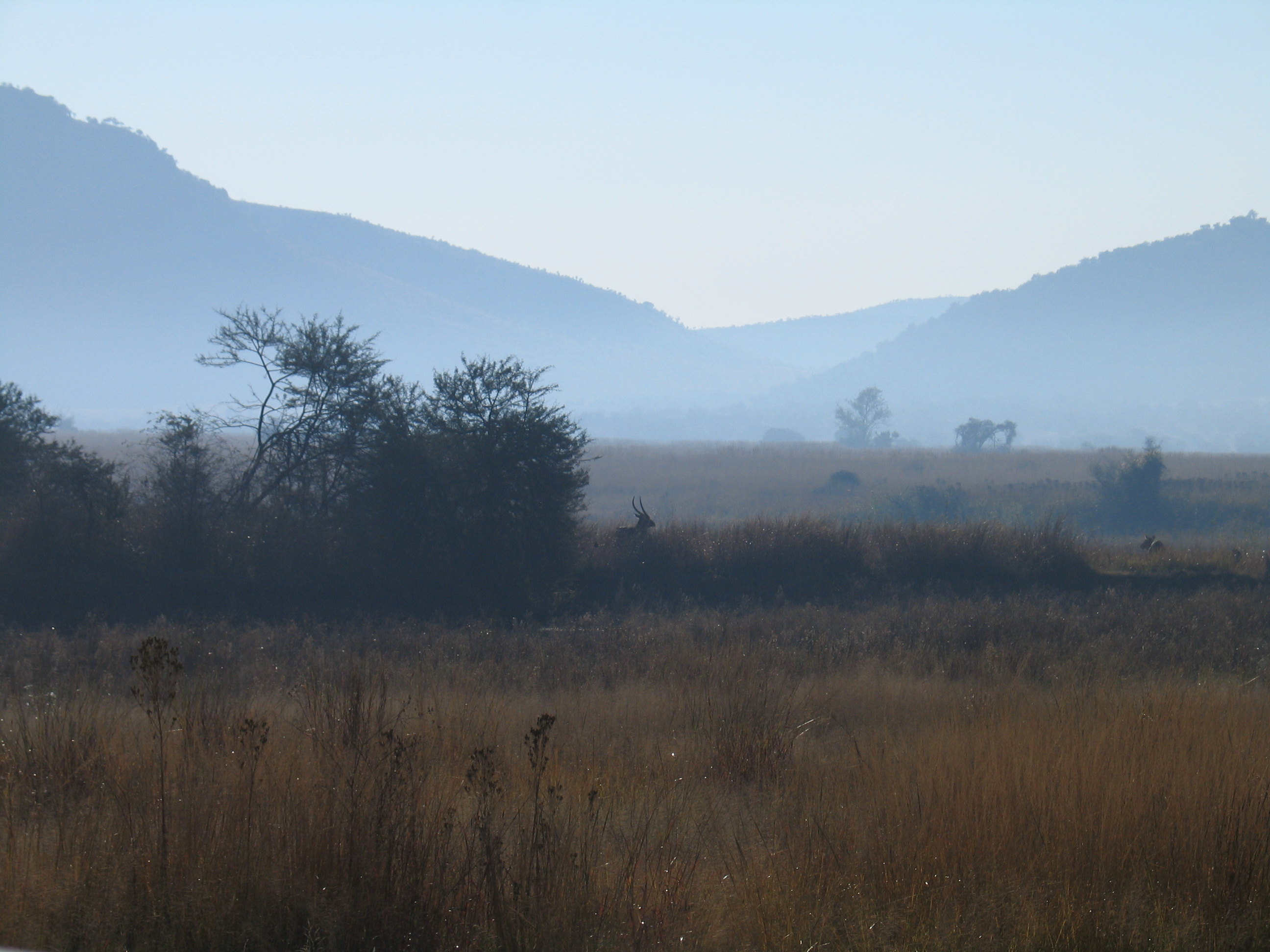
Un cobo nella foschia mattutina del Pilanesberg

Il parco ha una superficie di circa 502 chilometri quadrati.
Verso il centro del parco c'è un lago artificiale, la diga Mankwe e Thabayadiotso, che significa "la montagna orgogliosa".

## Flora
Il luogo pittoresco si trova nella zona di transizione tra Kalahari e Lowveld e qui si trovano i tipi di vegetazione di entrambe le località. A causa del fatto che il parco si trova in una zona di transizione, si verificano sovrapposizioni di mammiferi, uccelli e vegetazione. Oggi, la riserva di caccia di Pilanesberg ospita quasi tutti i grandi mammiferi dell'Africa meridionale.
Nel Pilanesberg si trovano comunità di vegetazione ben precise. Le vaste comunità di vegetazione presenti nel Parco sono state descritte come segue:
- Savana collinare rivolta a nord. Questo versante riceve più luce solare ed è quindi più asciutto delle pendici esposte a sud. L'albero dominante è il bushwillow rosso.
- Savana collinare esposta a sud. Questa zona è caratterizzata da Acacia caffra (hook thorn), faggi, peri selvatici e Ziziphus mucronata (Buffalo Thorn). L'assenza di elefanti dal sistema per oltre 140 anni ha permesso alla pianta del cavolo di montagna di diffondersi attraverso il Pilanesberg. Queste piante e l'aloe sono ricercati dagli elefanti e ora sono limitati alle colline più alte.
- Savana frontone. I frontoni contengono uno strato sotterraneo di ferricrete, un accumulo di fogli duri di ossidi di ferro. Ciò impedisce la crescita degli alberi e mantiene le praterie aperte.
- Savana della valle. Questa savana è dominata da Acacia karoo, Acacia ad ombrello, karree, leadwood, tamboti e Ziziphus mucronata (Buffalo Thorn).
- Bosco della valle. Boschi di Acacia karoo e Prunus spinosa si trovano su terreni delle valli.
- Boschetto su sperone di roccia. Affioramenti di sienite rossa si sono trasformati in un miscuglio di macigni rosso-marroni che sostengono un boschetto dominato da bacca di lavanda, fico dalle grandi foglie e albero del palloncino rosso (Erythrophysa transvaalensis).

## Fauna

### Mammiferi

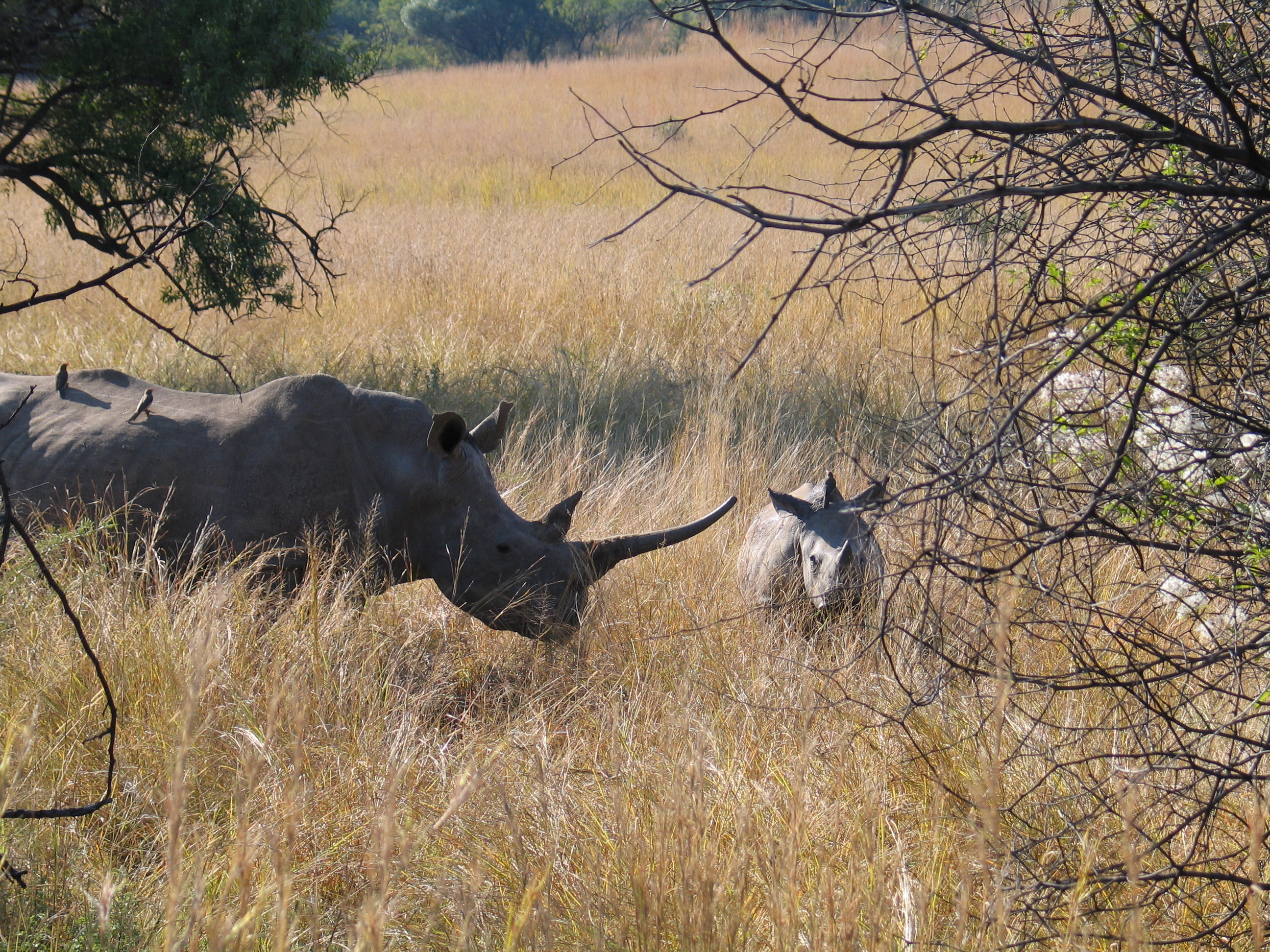
Un paio di rinoceronti bianchi

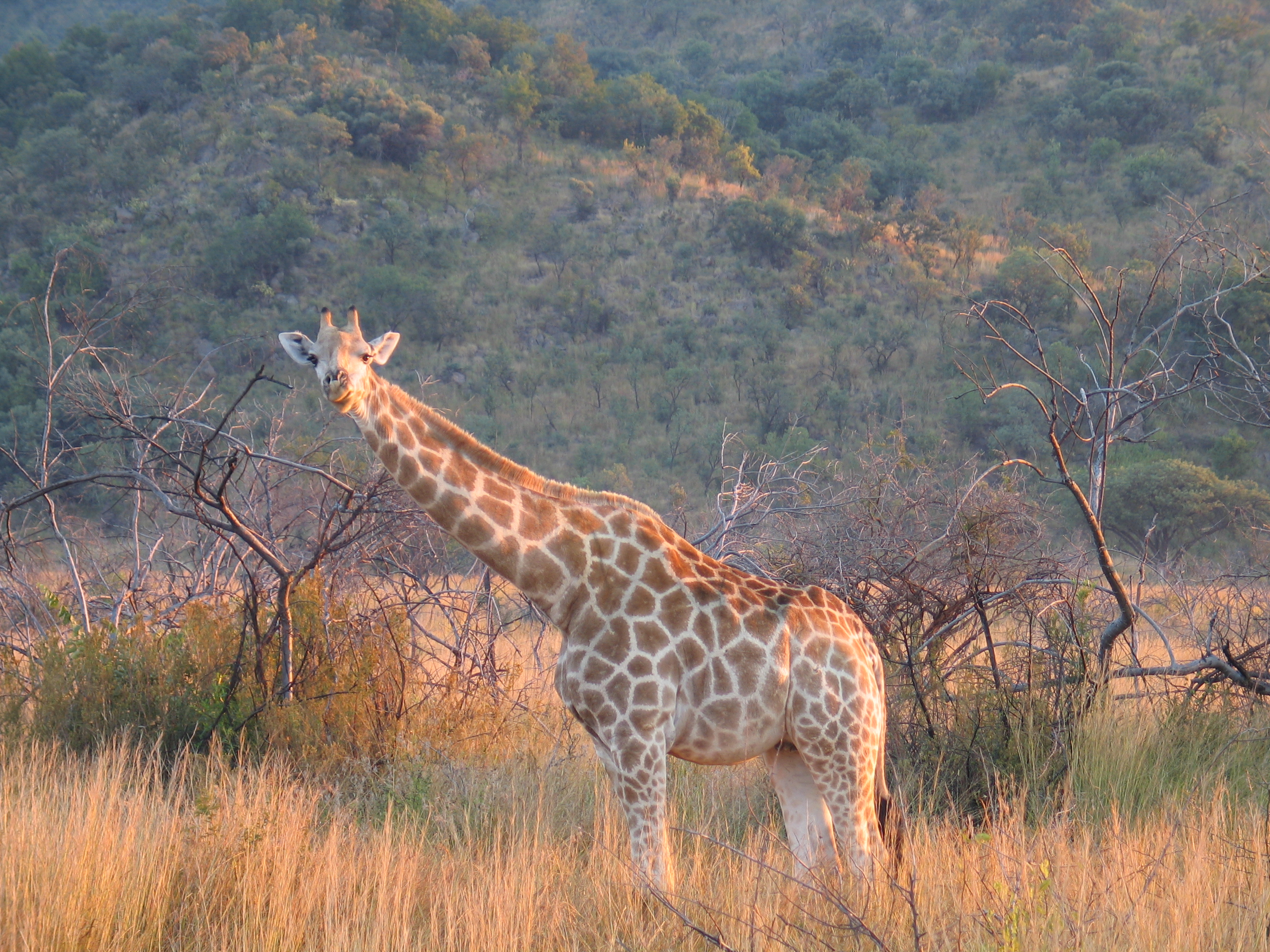
Una giraffa

Il parco ha una ricca gamma di animali selvaggi dell'Africa meridionale tra cui i Big Five, i cinque animali da caccia grossa più pericolosi in Africa. La maggior parte delle specie animali dell'Africa meridionale vive oggi nella Riserva di Pilanesberg, tra cui leoni, elefanti, rinoceronti neri, rinoceronti bianchi, bufali del Capo, leopardi, ghepardi, zebre di Burchell, giraffe, ippopotami e coccodrilli. 
Il licaone del Capo (Lycaon pictus pictus) è stato estirpato dal parco, ma di recente sono stati effettuati sforzi per la reintroduzione, con esito incerto. Sono state contate oltre 360 specie di uccelli. Il Pilanesberg non si trova in una posizione in cui i cinque grandi animali vivrebbero naturalmente, tuttavia sono stati portati nei 550 chilometri quadrati di boscaglie africane.
A dicembre 2010 il numero totale di mammiferi di grandi dimensioni era di circa 10.000, tra cui:
- 50 leoni
- 30 leopardi
- 12 ghepardi
- 220 elefanti africani di savana
- Rinoceronte nero
- Rinoceronte bianco
- 5 antilopi nere
- 220 bufali del Capo
- 600 antilopi Cudù
- 1.700 zebre
- 3.000 impala
- 170 giraffe

Altri felini possono essere trovati, come i caracal.
Gli unici mammiferi indigeni dell'Africa australe non presenti, sono bontebok, blesbuck, iena maculata, nyala e l'antilope roana.

### Avifauna
La diversità della vita degli uccelli è eccellente con oltre 360 specie registrate. Sebbene alcuni siano migranti, molti altri sono abitanti permanenti. Le loro fonti alimentari variano, alcuni si nutrono di carogne o prede vive, altri mangiano semi, frutta o piccoli organismi acquatici.

## Strutture ricettive
Si può viaggiare in un veicolo stradale standard, anche se la maggior parte dei 188 chilometri di sentieri non sono asfaltati, ma sono ben mantenuti. Le tre strade principali asfaltate sono denominate Kgabo, Kubu e Tswene. Ci sono diversi campi che servono il parco dall'esterno, come Bagatla e Manyane. Diversi cottage sono situati all'interno del parco stesso. Per i visitatori giornalieri ci sono diverse fermate all'interno dove ci sono bar e negozi di souvenir.
C'è una pista autoguidata nella Walking Area del Manyane Complex a est, che offre educazione ambientale durante la visione della caccia e il birdwatching a piedi. Sempre a Manyane c'è una voliera con oltre 80 specie di uccelli indigeni.